# Калёновка (Приморский край)
Калёновка — село в Черниговском районе Приморского края России, входит в состав Снегуровского сельского поселения.

## География
Дорога к селу Калёновка идёт на восток от села Снегуровка. Расстояние до районного центра Черниговка около 49 км.

## История
До 1972 года село носило китайское название Сандуганка.

## Население
| 2002 | 2008 | 2010 |
| ---- | ---- | ---- |
| 54   | ↘28  | ↗29  |

## Улицы
В селе имеется одна улица: ул. Центральная. 